# 21695 Hannahwolf
21695 Hannahwolf è un asteroide della fascia principale. Scoperto nel 1999, presenta un'orbita caratterizzata da un semiasse maggiore pari a 2,4396628 UA e da un'eccentricità di 0,2161907, inclinata di 3,33107° rispetto all'eclittica.